# Łubianka (Koejavië-Pommeren)
Łubianka is een dorp in het Poolse woiwodschap Koejavië-Pommeren, in het district Toruński. De plaats maakt deel uit van de gemeente Łubianka en telt 953 inwoners.